# Gabriel-René-Louis Salmon
Pour les articles homonymes, voir Salmon.
Gabriel-René-Louis Salmon (né le 21 septembre 1764 à Mézières où il est mort le 9 octobre 1821) est un homme politique français.

## Biographie
Fils de Gabriel Salmon, notaire royal de Mézières, procureur fiscal de Vernie-le-Froullay et avocat au siège de Conlie, il exerçait à Méziéres la profession de notaire. Maire de cette commune en 1790, et administrateur du département en 1791, il fut élu, le 3 septembre 1791, député de la Sarthe à l'Assemblée législative. 
Réélu, le 4 septembre 1792, par le même département, membre de la Convention, il répondit au 3e appel nominal dans le procès du roi : « Convaincu que la stabilité de la République repose sur la bonté des lois et non sur la mort d'un roi; que nous ne pouvons pas cumuler les pouvoirs qui seraient nécessaires à ce jugement, que les anarchistes, les ambitieux, trouveraient dans la mort de Louis un aliment de plus à leurs intrigues, je vote pour la réclusion pendant la guerre, et pour le bannissement à la paix. » 
Favorable aux Girondins, il fut impliqué dans leur complot, protesta contre le 31 mai, et fut décrété d'arrestation. Rappelé a l'assemblée le 18 frimaire an III, il s'associa aux actes de la majorité, qui l'élut, le 4 brumaire an IV, député au Conseil des Cinq-Cents. Il y siégea jusqu'en l'an V. 
Sous le Consulat, il fut choisi par le Sénat conservateur comme député de la Sarthe au Corps législatif ; il y soutint les actes du gouvernement impérial et quitta l'assemblée en 1809.

## Sources
- « Gabriel-René-Louis Salmon », dans Adolphe Robert et Gaston Cougny, Dictionnaire des parlementaires français, Edgar Bourloton, 1889-1891 [détail de l’édition]